# دانگتسه
دانگتسه (به لهستانی:  Dańce) یک روستا در لهستان است که در گمینا خاننا واقع شده است.